# Fagersta Södra IK
Fagersta Södra IK är en idrottsförening från Fagersta i Västmanlands län, bildad 1939 som Hedkärra BK men namnändrad 1944 till Fagersta Södra IK. Klubben utövar basketboll, cykling, fotboll, löpning, parasport, skidåkning och triathlon.
Inom friidrott utövas idag endast löpning, sektionen var tidigare mer omfattande. Klubben hade tidigare även ett damhandbollslag i spel.

## Fotboll
Fram till mitten av 1960-talet utkämpade Fagersta Södra en strid med Västanfors IF om positionen som Fagerstas näst bästa lag, vanligen i division IV-V. Det var först med avancemanget till division III 1967 som man lämnade Västanfors bakom sig för att istället taga upp kampen med Fagersta AIK om positionen bäst i stan. När Fagersta AIK degraderades från division III 1970 och Södra uppflyttades till division III 1971 tog man över rollen som stadens främsta lag, en position man sedan behållit. Rivalklubbarna VIF och Faik sammanslogs sedan 1989 och utövar idag inte herrfotboll.
Säsongerna 1967-1979 spelade klubben nio säsonger i gamla division III, motsvarande dagens division 1, vilket alltjämt utgör föreningens främsta period. Lagets främsta placering var en andraplats bakom Brage i Norra Svealandsserien 1972.
Fagersta Södra återkom till division III, som nu utgör femtedivisionen, till säsongen 2017 och spelar där fortsatt säsongen 2022.
Föreningen hade ett damlag i seriespel 1977-1986. Idag (2022) är det istället Västanfors IF som är stadens främsta fotbollsförening på damsidan.

## Skidor
Bland utövarna i föreningens framgångsrika skidsektion märks landslagsåkerskan Jenny Olsson (som senare vann SM-guld i Åsarnas dräkt) och Gabriel Stegmayr, som dock övergick till Dala-Järna IK och har åkt i skidskyttelandslaget.